# Quietus
"Quietus" je singl s albuma Consign To Oblivion nizozemskog symphonic metal sastava Epica. Postoje dvije verzije; na jednoj su dvije, a na drugoj četiri pjesme (koji je objavljen tjedan dana poslije, 28. listopada). Pjesma "Crystal Mountain" koja se nalazi na drugoj verziji je Epicina obrada pjesme death metal-sastava Death.

## Popis pjesama

### CD singl
1. "Quietus (Silent Reverie)" - singl verzija
2. "Linger" - nikad objavljena pjesma

### Maksi singl
1. "Quietus (Silent Reverie)" - singl verzija
2. "Crystal Mountain (Death obrada) "  - nikad objavljena orkestralna verzija
3. "Quietus (Silent Reverie)" - grunt verzija
4. "Crystal Mountain (Death obrada)" - nikad objavljena pjesma